# Tadas Papečkys
Tadas Papečkys (Marijampolė, 28 novembre 1978) è un ex calciatore lituano, di ruolo difensore o centrocampista.

## Caratteristiche tecniche
Terzino sinistro, poteva giocare anche come centrocampista esterno sulla medesima fascia.

## Carriera

### Club
Gioca in patria vincendo sei titoli di fila in campionato tra il 1999 e il 2004. Vince anche tre coppe nazionali con il FBK Kaunas, giocando anche in Russia, Lettonia, Polonia ed Estonia.

### Nazionale
Il 21 maggio 2005 esordisce in Nazionale contro la Lettonia (2-0).

## Palmarès

### Club

#### Competizioni nazionali
- Campionato lituano: 6

Zalgiris: 1999
FBK Kaunas: 2000, 2001, 2002, 2003, 2004
- Coppa di Lituania: 3

FBK Kaunas: 2002, 2004, 2005

### Nazionale
- Coppa del Baltico: 1

2005